# Sandro Donati
Alessandro Donati, detto Sandro (Monte Porzio Catone, 14 giugno 1947) è un allenatore di atletica leggera italiano.

## Biografia
Maestro dello sport, è noto soprattutto per le sue battaglie contro il doping nell'atletica leggera, nel calcio e nel ciclismo e per aver denunciato gli scandali dell'atletica italiana avvenuti nella metà degli anni ottanta.
Dal 1977 al 1987 è allenatore della nazionale di atletica leggera dell'Italia, allenando tra gli altri Stefano Mei, Donato Sabia e i velocisti Tilli e Pavoni. Donati viene sollevato dall'incarico dopo la denuncia della frode attuata dai giudici del salto in lungo in occasione dell'ultimo salto di Giovanni Evangelisti durante i campionati del mondo del 1987 tenutisi a Roma.
Ha scritto diversi libri riguardanti il doping è stato membro della commissione scientifica antidoping del Comitato olimpico nazionale italiano e ne è stato a capo del settore Ricerca e Sperimentazione dal 1990 al 2006. Nel 1992, dichiarandosi innocente, inciampa in un caso di doping egli stesso, allenando le nigeriane Charity Opara e Tina Iheagwam, entrambe squalificate nel corso di una retata.
Nel 2015-2016 allena il marciatore Alex Schwazer, mentre questi sta ancora scontando la squalifica per doping fino al 29 aprile 2016. La successiva nuova squalifica di Schwazer nel 2016, in seguito a una nuova positività rilevata con controllo a sorpresa, causa l'avvio di una battaglia legale. Il procedimento della giustizia ordinaria italiana si conclude a inizio 2021 con l'archiviazione per Schwazer per non aver commesso il fatto. L'esito è contestato dalla WADA (Agenzia mondiale antidoping).

## Opere
- (EN) Alessandro Donati e Letizia Paoli, The Supply of Doping Products and the Potential of Criminal Law Enforcement in Anti-Doping: An Examination of Italy’s Experience (PDF), World Anti-Doping Agency (WADA), 2013.

- (EN) World Traffic In Doping Substances (PDF), World Anti-Doping Agency (WADA), 2007.

- Alessandro Donati, Campioni senza valore, Firenze, Ponte alle Grazie, 1989.

- Alessandro Donati e Pasquale Bellotti, L'organizzazione dell'allenamento, Roma, Società Stampa Sportiva, 1992.

- Alessandro Donati, Lo sport del doping. Chi lo subisce, chi lo combatte, Edizioni Gruppo Abele, 2012, ISBN 8865791241.

- Alessandro Donati, I signori del doping. Il sistema sportivo corrotto contro Alex Schwazer, Rizzoli, 2021, ISBN 9788817155830.

## Film
“Il caso Alex Schwazer”, Docuserie di Massimo Cappello, in 4 puntate che racconta la storia dell'atleta e del suo allenatore. Netflix